# Lycée Albert Premier
Lycée Albert Premier (monégasque: Liçe̍ Albertu Imu) je veřejná střední škola založená v roce 1910 v Monackém knížectví. Škola nabízí předměty podle osnov předepsaných francouzským ředitelstvím národního vzdělávání, mládeže a sportu. Nachází se v Monaco-Ville.

## Historie

### 17. až 20. století
Hlavní budova byla postavena v letech 1665 až 1675 jako konvent pro urozené dívky, jak požadovala Catherine Charlotte de Gramont, manželka Ludvíka I. Monackého. Dnes se v klášteře nachází klenba z tohoto období.
Během Velké francouzské revoluce byl klášter přeměněn na kasárny pro sardinské jednotky. Budovy obývaly až do 18. července 1860, kdy skončila vláda sardinského krále nad knížectvím.
Následujících 10 let byly budovy prázdné, dokud je 31. května 1870 skupina italských jezuitů nezačala využívat k poskytování otevřených vysokoškolských kurzů. To trvalo až do roku 1910.

### 1910–1960
V Monaku bylo po roce 1860 vytvořeno mnoho náboženských škol, včetně Dámy ze Saint-Maur, základní školy, která se používá dodnes, a Vysoké školy Kongregace školských bratří.
Albert I. Monacký, významný vědec, chtěl mít k těmto náboženským školám sekulární alternativu a v září 1910 založil „Monackou školu“. Ve stejném roce také založil oceánografické muzeum v Monaku, které stojí před touto školou.
Škola byla původně pouze pro chlapce a podle francouzského vzoru. První studenti školu absolvovali v roce 1913. V roce 1918 škola umožnila vzdělávání dívkám.

### Po roce 1960
K 50. výročí jejího založení přejmenoval Rainier III. školu na „Lycée Albert I.“ na památku jejího zakladatele. Nechal také umístit u vchodu do školy desku s podrobnostmi o různých proměnách školní budovy. Střední škola Alberta I. pokračuje v poskytování vzdělání dodnes; v roce 2010 oslavila své sté výročí. V současné době[kdy?] nabízí vzdělání 751 studentům. V roce 2022 byla úspěšnost u baccalauréat 98 %.

## Knihovna knížete Alberta II.
Knihovnu slavnostně otevřela Grace Kellyová. Knihovna uchovává mnoho starověkých děl ze soukromých darů, včetně kopie Diderotovy a d'Alembertovy encyklopedie. Původně se jmenovala Knihovna prince Alberta, název byl změněn na Knihovna knížete Alberta II. během oslav stého výročí v roce 2010 na počest Alberta II. Monackého.

## Významní absolventi
- Léo Ferré (1916–1993)
- Claude Francois (1939–1978)
- Dominique Strauss-Kahn (* 1949), bývalý předseda Mezinárodního měnového fondu
- Albert II. Monacký (* 1958) (absolvoval 1977)
- Stéphane Valeri (* 1962)
- Jean-François Robillon (* 1962)
- Louis Ducruet (* 1992) (absolvoval 2010)
- Pauline Ducruetová (* 1994) (absolvoval 2011)
- Charles Leclerc (* 1997)